# Popis vrsta roda Alchemilla
Popis vrsta roda Alchemilla

### A
1. Alchemilla abchasica Buser
2. Alchemilla abyssinica Fresen.
3. Alchemilla achtarowii Pawl.
4. Alchemilla acrodon S.E.Fröhner
5. Alchemilla acropsila Rothm.
6. Alchemilla acrostegia Plocek
7. Alchemilla acuminatidens Buser
8. Alchemilla acutata Buser
9. Alchemilla acutidens Buser
10. Alchemilla acutiformis S.E.Fröhner
11. Alchemilla adelodictya Juz.
12. Alchemilla aemula Juz.
13. Alchemilla aenostipula Juz.
14. Alchemilla aequatoriensis Rothm.
15. Alchemilla aequidens Pawl.
16. Alchemilla aggregata Buser
17. Alchemilla alba S.E.Fröhner
18. Alchemilla albanica Rothm.
19. Alchemilla albanica Buser
20. Alchemilla albinervia S.E.Fröhner
21. Alchemilla alexandri Juz.
22. Alchemilla alneti S.E.Fröhner
23. Alchemilla alpigena Buser
24. Alchemilla alpina L.
25. Alchemilla altaica Juz.
26. Alchemilla amardica Rothm.
27. Alchemilla amauroptera Plocek
28. Alchemilla amblyodes Plocek
29. Alchemilla amicorum Pawl.
30. Alchemilla amoena (Czeczott) Rothm.
31. Alchemilla amphibola Buser
32. Alchemilla amphipsila Juz.
33. Alchemilla amphisericea Buser
34. Alchemilla anceps Plocek
35. Alchemilla andina (L.M.Perry) J.F.Macbr.
36. Alchemilla angustata S.E.Fröhner
37. Alchemilla angustiserrata S.E.Fröhner
38. Alchemilla animosa Plocek
39. Alchemilla anisiaca Wettst.
40. Alchemilla anisopoda Juz.
41. Alchemilla antiropata S.E.Fröhner
42. Alchemilla aperta Juz.
43. Alchemilla aphanoides Mutis ex L.f.
44. Alchemilla appressipila Juz.
45. Alchemilla aranica S.E.Fröhner
46. Alchemilla argentidens Buser
47. Alchemilla arguteserrata H.Lindb. ex Juz.
48. Alchemilla argyrophylla Oliv.
49. Alchemilla armeniaca Rothm.
50. Alchemilla aroanica (Buser) Rothm.
51. Alchemilla arvensis (L.) Scop.
52. Alchemilla aspera Plocek
53. Alchemilla aspleniifolia Rothm.
54. Alchemilla asteroantha Rothm.
55. Alchemilla atlantica H.Lindb.
56. Alchemilla atriuscula S.E.Fröhner
57. Alchemilla atropurpurea S.E.Fröhner
58. Alchemilla atrovirens Buser
59. Alchemilla aurata Juz.
60. Alchemilla auriculata Juz.
61. Alchemilla australiana Rothm.
62. Alchemilla australis (Rydb.) Bomble
63. Alchemilla austroaltaica V.N.Tikhom.
64. Alchemilla austroitalica Brullo, Scelsi & Spamp.

### B
1. Alchemilla babiogorensis Pawl.
2. Alchemilla bachiti Hochst. ex Hauman & Balle
3. Alchemilla bakeri De Wild.
4. Alchemilla bakurianica Sosn.
5. Alchemilla baltica Juz.
6. Alchemilla bandericensis Pawl.
7. Alchemilla barbata C.Presl
8. Alchemilla barbatiflora Juz.
9. Alchemilla benasquensis S.E.Fröhner
10. Alchemilla bertiscea Martincic
11. Alchemilla betuletorum Rothm.
12. Alchemilla bicarpellata Rothm.
13. Alchemilla bipinnatifida L.M.Perry
14. Alchemilla biquadrata Juz.
15. Alchemilla biradiata Ovcz.
16. Alchemilla bogumilii Pawlus
17. Alchemilla boleslai Pawl.
18. Alchemilla bolusii De Wild.
19. Alchemilla bombycina Rothm.
20. Alchemilla bonae S.E.Fröhner
21. Alchemilla borderei Buser ex S.E.Fröhner
22. Alchemilla borealis Sam. ex Juz.
23. Alchemilla bornmuelleri Rothm.
24. Alchemilla brachetiana Buser
25. Alchemilla brachycodon Plocek
26. Alchemilla braun-blanquetii Pawl.
27. Alchemilla brevidens Juz.
28. Alchemilla breviloba H.Lindb.
29. Alchemilla brevituba Juz.
30. Alchemilla bucovinensis Sychak
31. Alchemilla bulgarica Rothm.
32. Alchemilla bungei Juz.
33. Alchemilla burgensis S.E.Fröhner
34. Alchemilla bursensis Pawl.
35. Alchemilla buschii Juz.
36. Alchemilla buseri Maill.
37. Alchemilla buseriana Rothm.

### C
1. Alchemilla cadinensis Aymerich & L.Sáez
2. Alchemilla calviflora Plocek
3. Alchemilla calvifolia Juz.
4. Alchemilla calviformis Ovcz.
5. Alchemilla camptopoda Juz.
6. Alchemilla canifolia S.E.Fröhner
7. Alchemilla capensis Lam.
8. Alchemilla capillacea Juz.
9. Alchemilla carinthiaca S.E.Fröhner
10. Alchemilla carniolica (Paulin) Fritsch
11. Alchemilla cartalinica Juz.
12. Alchemilla cartilaginea Rothm.
13. Alchemilla catachnoa Rothm.
14. Alchemilla catalaunica Rothm.
15. Alchemilla cataractarum S.E.Fröhner
16. Alchemilla caucasica Buser
17. Alchemilla cavillieri (Burnat) Pignatti
18. Alchemilla ceroniana Buser
19. Alchemilla chalarodesma Plocek
20. Alchemilla charbonneliana Buser ex Charb.
21. Alchemilla cheirochlora Juz.
22. Alchemilla chilitricha Plocek
23. Alchemilla chionophila Juz.
24. Alchemilla chirophylla Buser
25. Alchemilla ciminensis Pawl.
26. Alchemilla cinerea Buser
27. Alchemilla circassica Juz.
28. Alchemilla circularis Juz.
29. Alchemilla circumdentata Juz.
30. Alchemilla citrina S.E.Fröhner
31. Alchemilla colorata Buser
32. Alchemilla colura Hilliard
33. Alchemilla commixta Juz.
34. Alchemilla compactilis Juz.
35. Alchemilla compta Buser
36. Alchemilla condensa S.E.Fröhner
37. Alchemilla confertula Juz.
38. Alchemilla conjuncta Bab.
39. Alchemilla connivens Buser
40. Alchemilla consobrina Juz.
41. Alchemilla contractilis (Plocek) S.E.Fröhner
42. Alchemilla controversa Jaquet ex Buser
43. Alchemilla corcontica Plocek
44. Alchemilla coriacea Buser
45. Alchemilla cornucopioides (Lag.) Roem. & Schult.
46. Alchemilla coruscans Buser
47. Alchemilla crassa (Plocek) Plocek
48. Alchemilla crassicaulis Juz.
49. Alchemilla crebridens Juz.
50. Alchemilla crenulata S.E.Fröhner
51. Alchemilla crinita Buser
52. Alchemilla croatica Gand.
53. Alchemilla cryptantha Steud. ex A.Rich.
54. Alchemilla cryptocaula Juz.
55. Alchemilla cunctatrix Juz.
56. Alchemilla cuneata Gaudin ex Monnard
57. Alchemilla curaica Juz.
58. Alchemilla curta S.E.Fröhner
59. Alchemilla curtiloba Buser
60. Alchemilla curtischista Plocek
61. Alchemilla curvidens Juz.
62. Alchemilla cymatophylla Juz.
63. Alchemilla cyrtopleura Juz.
64. Alchemilla czamsinensis V.N.Tikhom.
65. Alchemilla czywczynensis Pawl.

### D
1. Alchemilla daghestanica Juz.
2. Alchemilla damianicensis Pawl.
3. Alchemilla dasyclada Juz.
4. Alchemilla dasycrater Juz.
5. Alchemilla debilis Juz.
6. Alchemilla decalvans Juz.
7. Alchemilla decumbens Buser
8. Alchemilla decurrens Plocek
9. Alchemilla delitescens Plocek
10. Alchemilla delphinensis Buser
11. Alchemilla demissa Buser
12. Alchemilla denticulata Juz.
13. Alchemilla depexa Juz.
14. Alchemilla devestiens Juz.
15. Alchemilla dewildemanii T.C.E.Fr.
16. Alchemilla deylii Plocek ex Soják
17. Alchemilla diademata Rothm.
18. Alchemilla diglossa Juz.
19. Alchemilla diluta S.E.Fröhner
20. Alchemilla diplophylla Diels
21. Alchemilla divaricans Buser
22. Alchemilla diversiloba Buser ex Dalla Torre & Sarnth.
23. Alchemilla diversipes Juz.
24. Alchemilla dolichotoma Plocek
25. Alchemilla dombaica Juz.
26. Alchemilla dostalii Plocek
27. Alchemilla dura Buser
28. Alchemilla dzhavakhetica Juz.

### E
1. Alchemilla echinogloba Plocek
2. Alchemilla effusa Buser
3. Alchemilla elata Buser
4. Alchemilla elgonensis Mildbr.
5. Alchemilla elisabethae Juz.
6. Alchemilla ellenbeckii Engl.
7. Alchemilla ellenbergiana Rothm.
8. Alchemilla elongata Eckl. & Zeyh.
9. Alchemilla epidasys Rothm.
10. Alchemilla epipsila Juz.
11. Alchemilla equisetiformis Trevir.
12. Alchemilla erectilis Juz.
13. Alchemilla ericoides L.M.Perry
14. Alchemilla erodiifolia Wedd.
15. Alchemilla erythropoda Juz.
16. Alchemilla erythropodoides Pawl.
17. Alchemilla erzincanensis Pawl.
18. Alchemilla espotensis S.E.Fröhner
19. Alchemilla eugenii Pawl.
20. Alchemilla eurystoma S.E.Fröhner
21. Alchemilla exaperta Plocek
22. Alchemilla exigua Buser
23. Alchemilla exilis Juz.
24. Alchemilla exsanguis Juz.
25. Alchemilla exsculpta Juz.
26. Alchemilla exuens Juz.
27. Alchemilla exul Juz.

### F
1. Alchemilla faeroensis (Lange) Buser
2. Alchemilla fagetii S.E.Fröhner
3. Alchemilla fallax Buser
4. Alchemilla farinosa S.E.Fröhner
5. Alchemilla federiciana S.E.Fröhner
6. Alchemilla filicaulis Buser
7. Alchemilla firma Buser
8. Alchemilla fischeri Engl.
9. Alchemilla fissa Günther & Schummel
10. Alchemilla fissimima Buser
11. Alchemilla flabellata Buser
12. Alchemilla flavescens Buser
13. Alchemilla flavicoma Buser
14. Alchemilla flavovirens Buser
15. Alchemilla flexicaulis Buser
16. Alchemilla floribunda Murb.
17. Alchemilla florulenta Buser
18. Alchemilla fluminea S.E.Fröhner
19. Alchemilla fokinii Juz.
20. Alchemilla fontinalis Juz.
21. Alchemilla fontqueri Rothm.
22. Alchemilla frigens Buser
23. Alchemilla frigida Wedd.
24. Alchemilla frondosa Juz.
25. Alchemilla frost-olsenii S.E.Fröhner
26. Alchemilla fulgens Buser
27. Alchemilla fulgida S.E.Fröhner
28. Alchemilla fulvescens (L.M.Perry) Rothm.
29. Alchemilla fusoidea Plocek

### G
1. Alchemilla gaillardiana Buser
2. Alchemilla galioides Benth.
3. Alchemilla galkinae S.E.Fröhner
4. Alchemilla galpinii Hauman & Balle
5. Alchemilla gemmia Buser
6. Alchemilla georgica Juz.
7. Alchemilla gibberulosa H.Lindb.
8. Alchemilla giewontica Pawl.
9. Alchemilla gigantodus S.E.Fröhner
10. Alchemilla gingolphiana S.E.Fröhner
11. Alchemilla glabra Neygenf.
12. Alchemilla glabricaulis H.Lindb.
13. Alchemilla glabriformis Juz.
14. Alchemilla glacialis Buser
15. Alchemilla glaucescens Wallr.
16. Alchemilla glomerulans Buser
17. Alchemilla glyphodonta Juz.
18. Alchemilla goloskokovii Juz.
19. Alchemilla gorcensis Pawl.
20. Alchemilla gorodkovii Juz.
21. Alchemilla gourzae Ibn Tattou
22. Alchemilla gracillima Rothm.
23. Alchemilla grandiceps Plocek
24. Alchemilla grandidens Juz.
25. Alchemilla grenieri Guillot
26. Alchemilla grisebachiana L.M.Perry
27. Alchemilla grossheimii Juz.
28. Alchemilla grossidens Buser
29. Alchemilla gruneica Plocek
30. Alchemilla guatemalensis Rothm.
31. Alchemilla gymnopoda Plocek

### H
1. Alchemilla hagenia T.C.E.Fr.
2. Alchemilla haraldii Juz.
3. Alchemilla haumanii Rothm.
4. Alchemilla hebescens Juz.
5. Alchemilla helenae Juz.
6. Alchemilla helvetica Brügger
7. Alchemilla hemicycla Juz.
8. Alchemilla hendrickxii Hauman & Balle
9. Alchemilla heptagona Juz.
10. Alchemilla hessii Rothm.
11. Alchemilla heterophylla Rothm.
12. Alchemilla heteropoda Buser
13. Alchemilla heteroschista Juz.
14. Alchemilla heterotricha Rothm.
15. Alchemilla hians Juz.
16. Alchemilla hirsuticaulis H.Lindb.
17. Alchemilla hirsutiflora (Buser) Rothm.
18. Alchemilla hirsutissima Juz.
19. Alchemilla hirsutopetiolata (De Wild.) Rothm.
20. Alchemilla hirta (L.M.Perry) Rothm.
21. Alchemilla hirtipedicellata Juz.
22. Alchemilla hirtipes Buser
23. Alchemilla hispanica S.E.Fröhner
24. Alchemilla hispidula L.M.Perry
25. Alchemilla hissarica Ovcz. & Kochk.
26. Alchemilla holocycla Rothm.
27. Alchemilla holosericea L.M.Perry
28. Alchemilla homoeophylla Juz.
29. Alchemilla hoppeana (Rchb.) Dalla Torre
30. Alchemilla hoppeaniformis S.E.Fröhner
31. Alchemilla hoverlensis Pawlus & Lovelius
32. Alchemilla humilicaulis Juz.
33. Alchemilla hybrida (L.) L.
34. Alchemilla hyperborea Juz.
35. Alchemilla hypercycla S.E.Fröhner
36. Alchemilla hyperptycha Plocek
37. Alchemilla hypochlora Juz.
38. Alchemilla hypotricha Juz.

### I
1. Alchemilla ilerdensis S.E.Fröhner
2. Alchemilla imberbis Juz.
3. Alchemilla impedicellata S.E.Fröhner
4. Alchemilla impexa Buser
5. Alchemilla impolita Juz.
6. Alchemilla incisa Buser
7. Alchemilla inconcinna Buser
8. Alchemilla incurvata Gand.
9. Alchemilla indica Gardner
10. Alchemilla indivisa (Formánek ex Buser) Rothm.
11. Alchemilla indivisa Formánek
12. Alchemilla indurata Juz.
13. Alchemilla infravallesia (Buser) Rothm.
14. Alchemilla iniquiformis S.E.Fröhner
15. Alchemilla insignis Juz.
16. Alchemilla integribasis Juz.
17. Alchemilla inversa Juz.
18. Alchemilla iratiana S.E.Fröhner
19. Alchemilla iremelica Juz.
20. Alchemilla ischnocarpa S.E.Fröhner
21. Alchemilla isfarensis Ovcz. & Kochk.
22. Alchemilla isodonta Plocek

### J
1. Alchemilla jailae Juz.
2. Alchemilla jamesonii L.M.Perry
3. Alchemilla japonica Nakai & H.Hara
4. Alchemilla jaquetiana Buser
5. Alchemilla jaroschenkoi Grossh.
6. Alchemilla jasiewiczii Pawl.
7. Alchemilla johnstonii Oliv.
8. Alchemilla jugensis (Buser) Maill.
9. Alchemilla jumrukczalica Pawl.

### K
1. Alchemilla kerneri Janch. ex Rothm.
2. Alchemilla killipii Rothm.
3. Alchemilla kiwuensis Engl.
4. Alchemilla kolaensis Juz.
5. Alchemilla kornasiana Pawl.
6. Alchemilla kosiarensis Plocek
7. Alchemilla kozlovskii Juz.
8. Alchemilla krylovii Juz.
9. Alchemilla kulczynskii Pawl.
10. Alchemilla kurdica Rothm.
11. Alchemilla kvarkushensis Juz.

### L
1. Alchemilla ladislai Pawl.
2. Alchemilla laeta Juz.
3. Alchemilla laeticolor Juz.
4. Alchemilla laevipes Plocek
5. Alchemilla lainzii S.E.Fröhner
6. Alchemilla languescens Juz.
7. Alchemilla languida Buser
8. Alchemilla lanuginosa Rothm.
9. Alchemilla lasenii S.E.Fröhner
10. Alchemilla laxa Plocek
11. Alchemilla lechleriana Griseb.
12. Alchemilla ledebourii Juz.
13. Alchemilla legionensis S.E.Fröhner
14. Alchemilla leiophylla Juz.
15. Alchemilla leptoclada Buser
16. Alchemilla lessingiana Juz.
17. Alchemilla leutei S.E.Fröhner
18. Alchemilla lindbergiana Juz.
19. Alchemilla lineata Buser
20. Alchemilla lipschitzii Lipsch. ex Juz.
21. Alchemilla lithophila Juz.
22. Alchemilla litwinowii Juz.
23. Alchemilla longana Buser
24. Alchemilla longidens Plocek
25. Alchemilla longinodis (Buser) Maill.
26. Alchemilla longipes Juz.
27. Alchemilla longituba S.E.Fröhner
28. Alchemilla longiuscula Buser
29. Alchemilla looseri Rothm.
30. Alchemilla lorata Plocek
31. Alchemilla loxotropa Plocek
32. Alchemilla lucida Buser
33. Alchemilla ludovitiana Plocek
34. Alchemilla lunaria S.E.Fröhner

### M
1. Alchemilla macrescens Juz.
2. Alchemilla macrochira S.E.Fröhner
3. Alchemilla macroclada Juz.
4. Alchemilla madurensis (Rothm.) K.M.Purohit & Panigrahi
5. Alchemilla malimontana Juz.
6. Alchemilla malyi Rothm. ex K.Malý
7. Alchemilla mandoniana Wedd.
8. Alchemilla marcailhouorum Buser
9. Alchemilla marginata Plocek
10. Alchemilla marsica Buser
11. Alchemilla mastodonta Juz.
12. Alchemilla matreiensis S.E.Fröhner
13. Alchemilla maureri S.E.Fröhner
14. Alchemilla mazandarana Naqinezhad & S.E.Fröhner
15. Alchemilla megalodonta Plocek
16. Alchemilla melancholica S.E.Fröhner
17. Alchemilla melanoscytos S.E.Fröhner
18. Alchemilla micans Buser
19. Alchemilla michelsonii Juz.
20. Alchemilla microbetula T.C.E.Fr.
21. Alchemilla microcarpa Boiss. & Reut.
22. Alchemilla microcephala S.E.Fröhner
23. Alchemilla microdictya Juz.
24. Alchemilla microdonta Juz.
25. Alchemilla microscopica S.E.Fröhner
26. Alchemilla microsphaerica S.E.Fröhner
27. Alchemilla minusculiflora Buser
28. Alchemilla minutidens Buser
29. Alchemilla minutiflora Azn.
30. Alchemilla mollifolia Plocek & Zlinska
31. Alchemilla mollis (Buser) Rothm.
32. Alchemilla moncophila Plocek
33. Alchemilla montenegrina Plocek
34. Alchemilla monticola Opiz
35. Alchemilla montserratii S.E.Fröhner
36. Alchemilla moritziana (Dammer) L.M.Perry
37. Alchemilla multidens Buser
38. Alchemilla multiloba Plocek
39. Alchemilla murbeckiana Buser
40. Alchemilla murisserica Maill.
41. Alchemilla mutisii Rothm.
42. Alchemilla mystrostigma S.E.Fröhner

### N
1. Alchemilla nafarroana S.E.Fröhner
2. Alchemilla natalensis Engl.
3. Alchemilla neglecta Rothm.
4. Alchemilla nemoralis Alechin
5. Alchemilla nietofelineri S.E.Fröhner
6. Alchemilla niphogeton Buser ex Pamp.
7. Alchemilla nitida Buser
8. Alchemilla nivalis Kunth
9. Alchemilla norica S.E.Fröhner
10. Alchemilla nudans S.E.Fröhner
11. Alchemilla nydeggeriana S.E.Fröhner

### O
1. Alchemilla obconiciflora Juz.
2. Alchemilla obesa Plocek
3. Alchemilla obscura Buser
4. Alchemilla obsoleta S.E.Fröhner
5. Alchemilla obtegens Juz.
6. Alchemilla obtusa Buser
7. Alchemilla obtusiformis Alechin
8. Alchemilla oculimarina Pawl.
9. Alchemilla oligantha Juz.
10. Alchemilla oligotricha Juz.
11. Alchemilla omalophylla Juz.
12. Alchemilla opaca Buser
13. Alchemilla ophioreina Juz.
14. Alchemilla orbicans Juz.
15. Alchemilla orbiculata Ruiz & Pav.
16. Alchemilla orduensis Pawl.
17. Alchemilla oriturcica Pawl.
18. Alchemilla orizabensis (Rydb.) Fedde
19. Alchemilla orthotricha Rothm.
20. Alchemilla oscensis S.E.Fröhner
21. Alchemilla othmarii Buser
22. Alchemilla oxyodonta (Buser) G.C.Westerl.
23. Alchemilla oxysepala Juz.
24. Alchemilla ozana S.E.Fröhner

### P
1. Alchemilla pachyphylla Juz.
2. Alchemilla paeneglabra Juz.
3. Alchemilla paicheana (Buser) Rothm.
4. Alchemilla pallens Buser
5. Alchemilla paludicola Rothm.
6. Alchemilla panigrahiana K.M.Purohit
7. Alchemilla parcipila Juz.
8. Alchemilla parijae Panigrahi & K.M.Purohit
9. Alchemilla parodii I.M.Johnst.
10. Alchemilla pascualis Juz.
11. Alchemilla patens Plocek
12. Alchemilla paupercula S.E.Fröhner
13. Alchemilla pavlovii Juz.
14. Alchemilla pawlowskii Assenov
15. Alchemilla pectinata Kunth
16. Alchemilla pectiniloba S.E.Fröhner
17. Alchemilla pedata Hochst. ex A.Rich.
18. Alchemilla pedicellata Rothm.
19. Alchemilla pentaphyllea L.
20. Alchemilla perglabra Alechin
21. Alchemilla peristerica Pawl.
22. Alchemilla perryana Rothm.
23. Alchemilla persica Rothm.
24. Alchemilla perspicua S.E.Fröhner
25. Alchemilla petiolulans (Buser ex E.G.Camus) Buser
26. Alchemilla petraea Buser ex Maill.
27. Alchemilla phalacropoda Juz.
28. Alchemilla phegophila Juz.
29. Alchemilla philonotis S.E.Fröhner
30. Alchemilla pilosiplica Juz.
31. Alchemilla pinguis Juz.
32. Alchemilla pinnata Ruiz & Pav.
33. Alchemilla pirinica Pawl.
34. Alchemilla platygyria S.E.Fröhner
35. Alchemilla plicata Buser
36. Alchemilla plicatissima S.E.Fröhner
37. Alchemilla plicatula Gand.
38. Alchemilla pogonophora Juz.
39. Alchemilla polatschekiana S.E.Fröhner
40. Alchemilla polemochora S.E.Fröhner
41. Alchemilla polessica Tretjakov
42. Alchemilla polita S.E.Fröhner
43. Alchemilla polonica Pawl.
44. Alchemilla polychroma S.E.Fröhner
45. Alchemilla polylepis Wedd.
46. Alchemilla porrectidens Juz.
47. Alchemilla prasina Juz.
48. Alchemilla pringlei (Rydb.) Fedde
49. Alchemilla procerrima S.E.Fröhner
50. Alchemilla procumbens Rose
51. Alchemilla propinqua H.Lindb. ex Alexandrov & Nekr.
52. Alchemilla propinqua H.Lindb. ex Juz.
53. Alchemilla pseudincisa Pawl.
54. Alchemilla pseudocalycina Juz.
55. Alchemilla pseudocartalinica Juz.
56. Alchemilla pseudothmari Pawl.
57. Alchemilla pseudovenusta Rothm.
58. Alchemilla psilocaula Juz.
59. Alchemilla psilomischa Rothm.
60. Alchemilla psiloneura Juz.
61. Alchemilla purdiei L.M.Perry
62. Alchemilla purohitii Lakshmin., Bandyop. & Chand.Gupta
63. Alchemilla purpurascens Juz.
64. Alchemilla pusilla Pomel
65. Alchemilla pycnantha Juz.
66. Alchemilla pycnoloba Juz.

### Q
1. Alchemilla quinqueloba Rothm.

### R
1. Alchemilla racemulosa Buser
2. Alchemilla radiisecta Buser
3. Alchemilla ranunculoides L.M.Perry
4. Alchemilla reflexa Frost-Ols.
5. Alchemilla rehmannii Engl.
6. Alchemilla reniformis Buser
7. Alchemilla repens C.Presl
8. Alchemilla resupinata Rothm.
9. Alchemilla retinerviformis Juz.
10. Alchemilla retinervis Buser
11. Alchemilla retropilosa Juz.
12. Alchemilla reversantha Plocek
13. Alchemilla rhiphaea Juz.
14. Alchemilla rhodobasis Plocek
15. Alchemilla rhodocycla Plocek
16. Alchemilla rhododendrophila Buser
17. Alchemilla rivulorum Rothm.
18. Alchemilla rizensis Pawl.
19. Alchemilla roccatii Cortesi
20. Alchemilla rubens Juz.
21. Alchemilla rubens Lipsch. ex Juz.
22. Alchemilla rubidula Plocek
23. Alchemilla rubricaulis Juz.
24. Alchemilla rubristipula Buser
25. Alchemilla rugulosa S.E.Fröhner
26. Alchemilla rupestris Kunth
27. Alchemilla rusbyi L.M.Perry

### S
1. Alchemilla saliceti S.E.Fröhner
2. Alchemilla samuelssonii Rothm. ex S.E.Fröhner
3. Alchemilla sandiensis Pilg.
4. Alchemilla sanguinolenta Juz.
5. Alchemilla santanderiensis S.E.Fröhner
6. Alchemilla sarmatica Juz.
7. Alchemilla sarmentosa L.M.Perry
8. Alchemilla sauri Juz.
9. Alchemilla saxatilis Buser
10. Alchemilla saxetana Buser
11. Alchemilla scalaris Juz.
12. Alchemilla schischkinii Juz.
13. Alchemilla schistophylla Juz.
14. Alchemilla schlechteriana Rothm.
15. Alchemilla schmakovii Czkalov
16. Alchemilla schmidelyana Buser
17. Alchemilla sciadiophylla Rothm.
18. Alchemilla scintillans Buser
19. Alchemilla sedelmeyeriana Juz.
20. Alchemilla sejuncta Plocek
21. Alchemilla semidivisa Ericsson
22. Alchemilla semilunaris Alechin
23. Alchemilla semisecta Buser
24. Alchemilla semispoliata Juz.
25. Alchemilla serbica (Paulin) Pawl.
26. Alchemilla sergii V.N.Tikhom.
27. Alchemilla sericata Rchb.
28. Alchemilla sericea Willd.
29. Alchemilla sericoneura Buser
30. Alchemilla sericoneuroides Pawl.
31. Alchemilla serratisaxatilis S.E.Fröhner
32. Alchemilla sevangensis Juz.
33. Alchemilla sibbaldiifolia Kunth
34. Alchemilla sibirica Zämelis
35. Alchemilla sibthorpioides (Hook.f.) Panigrahi & K.M.Purohit
36. Alchemilla sierrae Romo
37. Alchemilla sintenisii Rothm.
38. Alchemilla sinuata Buser
39. Alchemilla sirjaevii Plocek
40. Alchemilla smaragdina Plocek
41. Alchemilla smirnovii Juz.
42. Alchemilla smytniensis Pawl.
43. Alchemilla snarskisii Czerep.
44. Alchemilla sojakii Plocek
45. Alchemilla sokolowskii Pawl.
46. Alchemilla spathulata S.E.Fröhner
47. Alchemilla speciosa Buser
48. Alchemilla spectabilior S.E.Fröhner
49. Alchemilla splendens Christ
50. Alchemilla sprucei L.M.Perry
51. Alchemilla squarrosula Buser
52. Alchemilla stanislaae Pawl.
53. Alchemilla stellaris Juz.
54. Alchemilla stellulata Juz.
55. Alchemilla stenantha Juz.
56. Alchemilla stenoleuca Plocek
57. Alchemilla stevenii Buser
58. Alchemilla stichotricha Juz.
59. Alchemilla stiriaca S.E.Fröhner
60. Alchemilla straminea Buser
61. Alchemilla stricta Rothm.
62. Alchemilla strictissima Juz.
63. Alchemilla strigosula Buser
64. Alchemilla stuhlmannii Engl.
65. Alchemilla suavis Plocek
66. Alchemilla subalpina S.E.Fröhner
67. Alchemilla subcrenata Buser
68. Alchemilla subcrenatiformis Juz.
69. Alchemilla subcrispata Juz.
70. Alchemilla suberectipila Juz.
71. Alchemilla subglobosa G.C.Westerl.
72. Alchemilla subnivalis Baker f.
73. Alchemilla subsericea Reut.
74. Alchemilla subsessilis Plocek
75. Alchemilla subsplendens Buser
76. Alchemilla substrigosa Juz.
77. Alchemilla sukaczevii V.N.Tikhom.
78. Alchemilla superata Plocek
79. Alchemilla supina Juz.
80. Alchemilla surculosa S.E.Fröhner
81. Alchemilla szaferi Pawl.

### T
1. Alchemilla tacikii Plocek
2. Alchemilla taernaensis Hyl. ex Ericsson & Hellqv.
3. Alchemilla tamarae Juz.
4. Alchemilla tatricola Pawl.
5. Alchemilla taurica (Buser) Juz.
6. Alchemilla tenerifolia S.E.Fröhner
7. Alchemilla tenerrima S.E.Fröhner
8. Alchemilla tenuis Buser
9. Alchemilla thaumasia Plocek
10. Alchemilla tianschanica Juz.
11. Alchemilla tichomirovii Czkalov
12. Alchemilla tirolensis Buser ex Dalla Torre & Sarnth.
13. Alchemilla tiryalensis Pawl.
14. Alchemilla transcaucasica Rothm.
15. Alchemilla transiens (Buser) Buser
16. Alchemilla transiliensis Juz.
17. Alchemilla transpolaris Juz.
18. Alchemilla tredecimloba Buser
19. Alchemilla trichocrater Juz.
20. Alchemilla triphylla Rothm.
21. Alchemilla trullata Buser
22. Alchemilla trunciloba Buser
23. Alchemilla tubulosa Juz.
24. Alchemilla turkulensis Pawl.
25. Alchemilla turuchanica Juz.
26. Alchemilla tytthantha Juz.

### U
1. Alchemilla undulata Buser
2. Alchemilla uniflora (Maguire) Govaerts
3. Alchemilla urceolata Juz.

### V
1. Alchemilla vaccariana Buser
2. Alchemilla valdehirsuta Buser
3. Alchemilla velutina S.Watson
4. Alchemilla venosa Juz.
5. Alchemilla venosula Buser
6. Alchemilla ventiana V.N.Tikhom.
7. Alchemilla venusta Cham. & Schltdl.
8. Alchemilla verae Ovcz. & Kochk.
9. Alchemilla veronicae Juz.
10. Alchemilla versipila Buser
11. Alchemilla versipiloides Pawl.
12. Alchemilla verticillata Fielding & G.A.Gardner
13. Alchemilla vetteri Buser
14. Alchemilla villarii S.E.Fröhner
15. Alchemilla villosa Jungh.
16. Alchemilla vinacea Juz.
17. Alchemilla vincekii Plocek
18. Alchemilla virginea Plocek
19. Alchemilla viridiflora Rothm.
20. Alchemilla viridifolia Snarskis
21. Alchemilla vizcayensis S.E.Fröhner
22. Alchemilla volkensii Engl.
23. Alchemilla vranicensis Pawl.
24. Alchemilla vulcanica Cham. & Schltdl.
25. Alchemilla vulgaris L.

### W
1. Alchemilla walasii Pawl.
2. Alchemilla wallischii Pawl.
3. Alchemilla weberi S.E.Fröhner
4. Alchemilla westermaieri Jaquet
5. Alchemilla wichurae (Buser) Stefánsson
6. Alchemilla williamsii L.M.Perry
7. Alchemilla wischniewskii Rothm.
8. Alchemilla woodii Kuntze

### X
1. Alchemilla xanthochlora Rothm.

### Z
1. Alchemilla zapalowiczii Pawl.
2. Alchemilla ziganadagensis Pawl.
3. Alchemilla zimoenkensis Czkalov
4. Alchemilla zmudae Pawl.